# Brukssjön, Hälsingland
Brukssjön är en sjö i Hudiksvalls kommun i Hälsingland och ingår i Harmångersåns huvudavrinningsområde. Sjön är 20 meter djup, har en yta på 1,31 kvadratkilometer och är belägen 160,1 meter över havet. Sjön avvattnas av vattendraget Gimmaån (Lingån).

## Delavrinningsområde
Brukssjön ingår i det delavrinningsområde (687289-154622) som SMHI kallar för Utloppet av Brukssjön. Medelhöjden är 186 meter över havet och ytan är 6,41 kvadratkilometer. Räknas de 11 avrinningsområdena uppströms in blir den ackumulerade arean 98,21 kvadratkilometer. Gimmaån (Lingån) som avvattnar avrinningsområdet har biflödesordning 2, vilket innebär att vattnet flödar genom totalt 2 vattendrag innan det når havet efter 46 kilometer. Avrinningsområdet består mestadels av skog (75 procent). Avrinningsområdet har 1,31 kvadratkilometer vattenytor vilket ger det en sjöprocent på 20,5 procent.